# Rajd Szwecji 1995
Rezultaty Rajdu Szwecji (44. International Swedish Rally), eliminacji Rajdowych Mistrzostw Świata w 1995 roku, który odbył się w dniach 10-12 lutego. Była to druga runda czempionatu w tamtym roku. Bazą rajdu było miasto Karlstad. 

## Wyniki końcowe rajdu
| Msc.                   | Kierowca               | Pilot                  | Samochód                 | Czas                   | Strata                 | Grupa                  | Punkty                 |
| Klasyfikacja generalna | Klasyfikacja generalna | Klasyfikacja generalna | Klasyfikacja generalna   | Klasyfikacja generalna | Klasyfikacja generalna | Klasyfikacja generalna | Klasyfikacja generalna |
| ---------------------- | ---------------------- | ---------------------- | ------------------------ | ---------------------- | ---------------------- | ---------------------- | ---------------------- |
| 1                      | Kenneth Eriksson       | Staffan Parmander      | Mitsubishi Lancer Evo II | 4:51.27                | 0.0                    | A8 M                   | 20                     |
| 2.                     | Tommi Mäkinen          | Seppo Harjanne         | Mitsubishi Lancer Evo II | 4:51.39                | +0.12                  | A8 M                   | 15                     |
| 3.                     | Thomas Rådström        | Lars Bäckman           | Toyota Celica GT-Four    | 4:52.34                | +1.07                  | A8 M                   | 12                     |
| 4.                     | Juha Kankkunen         | Nicky Grist            | Toyota Celica GT-Four    | 4:53.45                | +2.18                  | A8 M                   | 10                     |
| 5.                     | Didier Auriol          | Bernard Occelli        | Toyota Celica GT-Four    | 4:53.47                | +2.20                  | A8 M                   | 8                      |
| 6.                     | Bruno Thiry            | Stéphane Prévot        | Ford Escort RS Cosworth  | 4:56.58                | +5.31                  | A8 M                   | 6                      |
| 7.                     | Stig Blomqvist         | Benny Melander         | Ford Escort RS Cosworth  | 4:58.16                | +6.49                  | A8 M                   | 4                      |
| 8.                     | Tomas Jansson          | Ingemar Algerstedt     | Toyota Celica GT-Four    | 4:59.29                | +8.02                  | A8                     | 3                      |
| 9.                     | Armin Schwarz          | Klaus Wicha            | Toyota Celica GT-Four    | 5:01.12                | +9.45                  | A8                     | 2                      |
| 10.                    | Kenneth Bäcklund       | Tord Andersson         | Mitsubishi Lancer Evo II | 5:04.11                | +12.44                 | N4                     | 1                      |
| PWRC                   |                        |                        |                          |                        |                        |                        |                        |
| 1 (10.)                | Kenneth Bäcklund       | Tord Andersson         | Mitsubishi Lancer Evo II | 5:04.11                | -                      | N4                     |                        |
| 2 (11.)                | Stig-Olov Walfridsson  | Gunnar Barth           | Mitsubishi Lancer Evo II | 5:05:27                | +1:16                  | N4                     |                        |
| 3 (15.)                | Anders Rådström        | Lars-Ove Larsson       | Mitsubishi Galant VR-4   | 5:13:17                | +9:06                  | N4                     |                        |
| 2L WRC                 |                        |                        |                          |                        |                        |                        |                        |
| 1 (12.)                | Per Svan               | Sten-Ove Olsson        | Opel Astra GSi 16V       | 5:09:34                | -                      | A7                     |                        |
| 2 (14.)                | Jarmo Kytölehto        | Arto Kapanen           | Vauxhall Astra GSI 16V   | 5:12:20                | +2:46                  | A7                     |                        |
| 3 (20.)                | Anders Nilsson         | Per Schlegel           | Opel Astra GSi 16V       | 5:20:27                | +10:53                 | A7                     |                        |

1. ↑  Litera M przy oznaczeniu grupy do której należy samochód oznacza, iż tylko ci kierowcy zdobywali punkty dla swoich zespołów liczonych w klasyfikacji producentów na koniec sezonu.

## Klasyfikacja po 2 rundach
Tabele przedstawiają tylko pięć pierwszych miejsc.

### Kierowcy
| Lp. | Kierowca          | Pkt |
| --- | ----------------- | --- |
| 1   | Tommi Makinen     | 25  |
| 2   | Juha Kankkunen    | 22  |
| 3   | Carlos Sainz      | 20  |
| 4   | Kenneth Eriksson  | 20  |
| 5   | Francois Delecour | 15  |

### Producenci
| Lp. | Producent           | Pkt |
| --- | ------------------- | --- |
| 1   | Mitsubishi Ralliart | 100 |
| 2   | R.A.S. Ford         | 75  |
| 3   | Toyota              | 71  |
| 4   | 555 Subaru WRT      | 46  |